# 1571
Năm 1571 (số La Mã: MDLXXI) là một năm thường bắt đầu vào thứ hai trong lịch Julius.